# Guido Alfani
Guido Alfani (Firenze, 17 gennaio 1876 – Firenze, 20 novembre 1940) è stato un sismologo e religioso italiano.

## Biografia
Figlio del pedagogista e filologo Augusto Alfani, fu sacerdote dell'ordine degli Scolopi, scienziato e sismologo, diresse dal 1905 al 1940, anno della sua morte, l'Osservatorio Ximeniano di Firenze, perfezionò e inventò numerosi apparecchi sismici.
Specializzato nella costruzione di apparecchi sismografici, apportò delle innovazioni in questo campo con strumenti come il fotosismografo che porta il suo nome. All'inizio del Novecento installò una stazione geodinamica nei locali dell'Ordine, unica in Italia, che gli permise di localizzare rapidamente gli epicentri di terremoti come quello di Messina (1908), di Avezzano (1915) e quelli in Toscana del 1919-1920. Si dedicò anche alla meteorologia e all'astronomia. Pubblicò Un secolo di osservazioni meteorologiche (1813-1918), a Firenze (1920). Impiantò nell'Osservatorio una stazione radiotelegrafica per la ricezione del segnale radio e dei bollettini meteorologici da Parigi. Morl a Firenze il 20 novembre 1940.
Fu grande amico e ammiratore di don Giulio Facibeni, al punto da lasciargli in eredità la propria pianeta, ricamata dalla madre, e il proprio calice.

## Archivio
Il fondo delle carte di Guido Alfani comprende il suo carteggio e gli appunti scientifici personali. Tale documentazione è conservata nell'archivio storico della Provincia toscana dell'Ordine degli Scolopi, che ha sede presso l'Osservatorio Ximeniano ed è tenuta distinta dal carteggio ufficiale dell'Osservatorio formatosi sotto la direzione di Alfani.